# بوكي (هاتف المحمول)
كان الهاتف المحمول بوكي س450-31 متاحًا منذ عام 1989 لشبكة س في البريد الألماني . تم تصنيعه بواسطة شتاندأرت أيليكتريك لاوغينتس في شتوتغارت.
تم تقديمه في معرض سيبت في عام 1988 على أنه "هاتف تكنوفوني محمول باليد".